# 고리갈고둥류
고리갈고둥류(Cycloneritimorpha)는 복족류에 속하는 분류군의 하나이다. 갈고둥류에 속하는 복족류 연체동물이다. 이 분류군 안에 14개 과는 아직 현존하며, 8개 과는 멸종 상태에 있다.
복족류 분류 (부쉐 & 로크루아, 2005년)에 의하면, 갈고둥류는 고리갈고둥류뿐만 아니라 굽은갈고둥류(현재는 모두 멸종)도 포함하고 있으며, 화석으로만 발견되는 과들도 포함하고 있다. 고리갈고둥류의 진화상 초기 형태는 이중으로 된 내부 장기와 아가미 그리고 2심실 구조로 된 심장이 통상적으로 나타난다.

## 분류
고리갈고둥류는 카노(Kano) 등의 연구(2002년)에 기반을 두고 분류하며, 4개의 분기군으로 나눈다. 이들 분기군들은 최근 종들만을 유전자 분석(28S rRNA)을 통해 구축한 것이다. 2005년 복족류 분류는 카노(Kano)가 제안한 이 분기군들을 상과로 분류했다.
고리갈고둥류 분류는 아래와 같다.
- 헬리키나상과 (Helicinoidea)
  - 헬리키나과 (Helicinidae)
  - † Dawsonellidae
  - † Deaniridae
  - 네리틸리아과 (Neritiliidae)
  - 프로세르피넬라과 (Proserpinellidae)
  - 프로세르피나과 (Proserpinidae)
- 히드로케나상과 (Hydrocenoidea)
  - 히드로케나과 (Hydrocenidae)
- 갈고둥상과 (Neritoidea)
  - 갈고둥과 (Neritidae)
  - 말굽삿갓조개 (Phenacolepadidae)
  - † Pileolidae
- 굵은언덕고리고둥상과 (Neritopsoidea)
  - 굵은언덕고리고둥과 (Neritopsidae)
  - † Cortinellidae
  - † Delphinulopsidae
  - † Plagiothyridae
  - † Pseudorthonychiidae
  - Titiscaniidae
- 시메트로카풀루스상과 (Symmetrocapuloidea)
  - † 시메트로카풀루스과 (Symmetrocapulidae)